# 司馬道賜
司馬 道賜（しば どうし、生年不詳 - 415年または420年）は、東晋の宗室。新蔡王。かれの伝記は諸書によって混乱が見られる。

## 経歴
東晋の帝室のうちでは低い出自であった。一説に河間王の子とされる。青冀二州刺史の劉敬宣の下で参軍となった。義熙11年（415年）、劉裕が西征して司馬休之を討つと、道賜はひそかに同府の閭道秀や左右小将の王猛子らと結んで反乱を計画した。道賜は斉王を自称し、閭道秀を青州刺史とし、広固に拠って挙兵し、司馬休之に呼応した。劉敬宣は閭道秀を召し出して論難したが、かれの側近たちは出払っていたため、王猛子が劉敬宣の刀を取って斬りつけ、劉敬宣を殺害した。一説に同年4月乙卯、道賜が劉敬宣を殺害したともいう。すぐさま文武の佐吏が道賜や王猛子らを討ち、一説に道賜はこのときに斬られたとされる。
司馬休之が劉裕に敗れると、道賜は司馬休之らとともに後秦に亡命した。泰常2年（417年）、劉裕が北伐して後秦を滅ぼすと、道賜は司馬休之らとともに北魏に降った。北魏の明元帝により池陽侯に封じられた。
泰常5年（420年）4月、淮南侯司馬国璠（司馬叔璠の兄）とともに反乱を計画して、処刑された。